# Vilnea, Korostîșiv
Vilnea (în ucraineană Вільня) este o comună în raionul Korostîșiv, regiunea Jîtomîr, Ucraina, formată numai din satul de reședință.

## Demografie
Componența lingvistică a comunei Vilnea
     Ucraineană (97,88%)
     Rusă (1,52%)
     Alte limbi (0,6%)
Conform recensământului din 2001, majoritatea populației comunei Vilnea era vorbitoare de ucraineană (97,88%), existând în minoritate și vorbitori de rusă (1,52%).